# Артур Аксман
Артур Аксман (нім. Artur «Arthur» Axmann, 18 лютого 1913, Гаґен — 24 жовтня 1996, Берлін) — політик нацистської Німеччини, керівник німецької молодіжної організації Гітлер'югенд (1940—1945), рейхсляйтер.

## Життєпис

### Дитинство і юність
Аксман, наймолодший у сім'ї з п'яти дітей, народився 18 лютого 1913 року в Гаґені. У 1916 році сім'я переїжджає до Берліна (район Веддінг), де його батько працював страховим агентом до своєї смерті в 1918 році. У 1919 році Артур був зарахований в школу, а в 1921 році за успіхи в навчанні був переведений в «просунутий» клас (нім. Förderklasse). У 1922 році він був прийнятий в старшу школу і отримав стипендію.
У листопаді 1928 року Аксман вступив в Гітлер'югенд, після того як 14 вересня цього року дізнався про нацистів з промови Геббельса. За короткий час він став лідером Гітлер'югенду району Веддінг і активним членом Націонал-соціалістичного союзу школярів (до 1931 року).

### Кар'єра
У 1933 році призначений керівником громадської ради у справах молоді рейху. Після переводу керівника гітлерюгенду Бальдура фон Шираха на посаду гауляйтера Відня 8 серпня 1940 року став новим керівником цієї організації — рейхсюгендфюрером НСДАП. При Аксмані гітлер'югенд досяг розквіту. У нього входило 97 % молоді призовного віку, відбувалася стрімка мілітаризація організації. Аксман користувався в організації гігантським авторитетом, який посилився після втрати правої руки в боях на східному фронті в 1941 році. Кавалер Німецького ордена (1945), один з небагатьох нагороджених за життя і останній кавалер ордена.
В кінці війни на фронт було кинуто тисячі добровольців з гітлер'югенду, які в основному швидко гинули в боях з радянськими військами. Сам Аксман знаходився в бункері Гітлера практично до самого кінця війни. Він повідомив подробиці про самогубство Гітлера і Єви Браун, заявив, що бачив труп Бормана.

### Після війни
Був заарештований в листопаді 1945 року в Баварії за організацію нацистського підпілля. Пройшов процес денацифікації (засуджений в 1949 році американським судом і засуджений до трьох років тюремного ув'язнення), після виходу на свободу проживав в Німеччині, займаючись бізнесом.

## Нагороди[3]
- Золотий партійний знак НСДАП (30 січня 1939)
- Залізний хрест 2-го класу (1941)
- Срібний нагрудний знак «За поранення» (1941)
- Хрест Воєнних заслуг 2-го і 1-го класу
- Медаль За вислугу років в НСДАП у бронзі та сріблі (15 років)
- Золотий почесний знак Гітлер'югенду
- Залізний хрест 1-го класу (28 квітня 1945)
- Німецький Орден 2-го класу (№ 11; 28 квітня 1945)